# Trio (Album)
Trio ist das erste Country-Musik-Album aus der Zusammenarbeit als Supergroup der Sängerinnen Dolly Parton, Linda Ronstadt und Emmylou Harris.

## Geschichte
1986 fanden sich Dolly Parton, Linda Ronstadt und Emmylou Harris zusammen und nahmen ihr erstes gemeinsames Album mit traditioneller Country-Musik auf, das am 2. März 1987 unter dem Namen Trio veröffentlicht wurde. Die Stimmen der drei Sängerinnen harmonierten bemerkenswert gut, und so erhielt das Album hervorragende Kritiken. Die Verkaufszahlen waren mit 4 Millionen verkauften Exemplaren entsprechend gut. Anschließend ging das Trio zusammen auf Tournee.
Es gab vier Singleauskopplungen des Albums.
Zwölf Jahre später, 1999, kamen Parton, Ronstadt und Harris erneut zusammen. Von namhaften Musikern unterstützt, wurde das Album Trio II eingespielt.

## Titelliste
1. The Pain Of Loving You (Dolly Parton, Porter Wagoner) – 2:32
2. Making Plans (Johnny Russell, Voni Morrison) 3:36
3. To Know Him Is to Love Him (Phil Spector) – 3:48
4. Hobo’s Meditation (Jimmie Rodgers) – 3:17
5. Wildflowers (Dolly Parton) – 3:33
6. Telling Me Lies (Linda Thompson, Betsy Cook) – 4:26
7. My Dear Companion (Jean Ritchie) – 2:55
8. Those Memories Of You (Alan O’Bryant) – 3:58
9. I’ve Had Enough (Kate McGarrigle) – 3:30
10. Rosewood Casket (Traditional, arranged by Avie Lee Parton) – 2:59
11. Farther Along (Traditional, arranged by John Starling & Emmylou Harris) – 4:10

## Auszeichnung
1988 wurde das Album mit dem Grammy Award in der Kategorie Best Country Performance By A Duo Or Group With Vocals ausgezeichnet. Im selben Jahr erhielten die Musikerinnen den Country Music Association Award in der Kategorie Vocal Event of the Year.

## Wiederveröffentlichung
2016 erschien eine Gesamtedition der beiden Alben auf drei CDs mit bisher unveröffentlichtem Material bei Rhino Records. Das unveröffentlichte Material ist unter dem Titel Trio: Farther Along ebenfalls als Doppel-LP erschienen.

## Kommerzieller Erfolg

### Chartplatzierungen

#### Album
| ChartsChartplatzierungen               | Höchstplatzierung | Wochen |
| -------------------------------------- | ----------------- | ------ |
| Vereinigte Staaten (Billboard)         | 6 (48 Wo.)        | 48     |
| Vereinigte Staaten (Billboard Country) | 1 (84 Wo.)        | 84     |
| Vereinigtes Königreich (OCC)           | 60 (4 Wo.)        | 4      |

#### Singles
| Jahr | Titel                      | Höchstplatzierung, Gesamtwochen, AuszeichnungChartsChartplatzierungen (Jahr, Titel, , Platzierungen, Wochen, Auszeichnungen, Anmerkungen) | Anmerkungen                       |
| Jahr | Titel                      | Country | Anmerkungen                       |
| ---- | -------------------------- | --- | --------------------------------- |
| 1987 | To Know Him Is to Love Him | Country1 (19 Wo.)Country | Erstveröffentlichung: Januar 1987 |
| 1987 | Telling Me Lies            | Country3 (18 Wo.)Country | Erstveröffentlichung: Mai 1987    |
| 1987 | Those Memories of You      | Country5 (22 Wo.)Country | Erstveröffentlichung: August 1987 |
| 1988 | Wildflowers                | Country6 (18 Wo.)Country | Erstveröffentlichung: März 1988   |

### Auszeichnungen für Musikverkäufe
| Land/Region               | Auszeichnungen für Musikverkäufe (Land/Region, Auszeichnung, Verkäufe) | Verkäufe  |
| ------------------------- | ---------------------------------------------------------------------- | --------- |
| Neuseeland (RMNZ)         | Platin                                                                 | 20.000    |
| Vereinigte Staaten (RIAA) | Platin                                                                 | 1.000.000 |
| Insgesamt                 | 2× Platin ·                                                            | 1.020.000 |